# Chico António
Chico António de seu nome Francisco António (Magude, 13 de maio de 1958 - Maputo, 13 de janeiro de 2024) foi um músico e cantor moçambicano.
Chico António nasceu no distrito de Magude e a sua primeira ocupação, em criança, foi a de pastor dos animais da família. Com seis anos de idade fugiu para a então Lourenço Marques (actual Maputo), onde vagueou nas ruas até ser detido e enviado para um orfanato. Dois anos depois foi recolhido na missão católica de São João de Lhanguene, onde, para além de completar os ensinos primário e médio (curso de Química), recebeu também uma educação musical, aprendendo solfejo e integrando o coro da instituição.
Com a independência nacional abandonou a missão e inicia a actividade musical para se sustentar. Em 1978 torna-se trompetista na banda ABC78, tocando em casamentos, bailes e festas. De 1979 a 1982 integra o Grupo Instrumental n°1 de música ligeira, Orquestra Marrabenta Star de Moçambique e de 1983 a 1992 foi membro do grupo RM, com outros grandes nomes da música moçambicana como Wazimbo, Sox, Zeca Tcheco, Alexandre Langa, Zevo, Zé Mucavel, Mingas entre outros. Com estes grupos efectua digressões internacionais em África e na Europa.
Este último grupo, apadrinhado pela Rádio Moçambique, foi muito importane para a carreira de Chico António. O seu tema Baila Maria venceu o concurso Descobertas da Rádio França Internacional, o qual possibilitou que durantee dois anos aprofundasse o conhecimento musical em Paris. Aqui conviveu com músicos africanos como Manu Dibango e Salif Keïta, e com o produtor Pierre Bianchi. Em 1991 o grupo, sob o nome Amoya lança o disco Cineta em Paris.
No regresso a Moçambique criou o Amoya Studio and Art Gallery (ASAGA), onde apostou na pesquisa de música tradicional e sua fusão com os estilos que tinha aprendido, e colaboração musical em produção audiovisual e teatrais.
Em 2013, foi um dos criadores do Projecto Trânsito com outros músicos que não viviam permanentemente no país, como Chude Mondlane, Edmundo Matsielane e Nico M’Sagarra. No ano seguinte publicou o seu único disco Memórias. Desde então preferiu atuações em espaços pequenos em que era possível uma maior interacção com o público.
Em 2018 o Conselho Municipal de Maputo outorgou-lhe o Prémio Carreira pelos serviços prestados em prol da promoção da cultura moçambicana tanto doméstica como internacionalmente.
Entre as suas composições mais notáveis, para além de Baila Maria, destacam-se Mercandonga, Antlissa Maria, e Wodza.